# Onychogomphus pilosus
Onychogomphus pilosus är en trollsländeart som först beskrevs av Martin 1912.  Onychogomphus pilosus ingår i släktet Onychogomphus och familjen flodtrollsländor. IUCN kategoriserar arten globalt som otillräckligt studerad. Inga underarter finns listade i Catalogue of Life.